# Зоряна варта
Зоряна варта (англ. Star Guard) — науково-фантастичний роман американської письменниці Андре Нортон, вперше опублікований 1955 року.
Друга книга серії «Центральний контроль»; подає історію галактичної імперії через історію Землі.

## Світ
Людство лише в 37 столітті розвинуло космічні подорожі настільки, щоб привернути увагу Центрального контролю. Нортон пояснює затримку людського прогресу ядерними війнами, які, спричинили стільки руйнувань, що цивілізації знадобилося додаткові 16-17 століть, щоб досягти рівня, здатного для польотів до зірок.
В 40-му столітті жителі Терри (латинська назва Землі) за рішення Центрального контролю можуть літати до зірок лише як найманці. У чужих світах террани ведуть війни і таким чином допомагають Центральному контролю підтримувати управління у своїй величезній міжзоряній імперії. Арки, які воюють відносно примітивною зброєю, об'єднані в Орди, і воюють на слаборозвинених варварських планетах, а Мехи, які воюють більш сучасною зброєю, об'єднані в Легіони, і воюють у цивілізованих світах.

## Зміст
У 3956 році Кана Карр, мечник третього класу, щойно закінчив бойову підготовку, прибув на Прайм, щоб отримати своє перше призначення. Він приєднується до Орди Йорка, яку найняли до дій на планеті Фронн. У бібліотеці поруч він бере записи про Фронн і апарат гіпнотично копіює їх прямо в його мозок. Виходячи з бібліотеки, він помічає Меха, який отримує ті ж записи, що дивно, оскільки Меху ніколи не дозволять летіти на Фронн.
На військовому кораблі до Секунди Кана ділить каюту з Майстром Мечником Тріґом Гансу, який, здається, задоволений тим, що Кана пройшов спеціальну підготовку з позаземних контактів. Від Секунди Орда Йорка летить до Фронна, де Кана працює в парі з Діком Міллсом, ветераном, який має бути підвищений до Майстра. Поки Орда йде назустріч своєму роботодавцю, принцу Ллорів, який змагається за трон королівства, Кана та інший фехтувальник виявляють шпигуна, захованого в каравані торговців Вентурі. Кана та його напарник змушені застрелити шпигуна, коли побачать, що він озброєний вогнеметом, зброєю Меха, яка абсолютно заборонена для Фронна.
У своїй першій битві Арки бачать, як принца, який їх найняв, убиває вогнемет. Не впевнені, що в них є безпечний шлях назад до космодрому в Тарку, Йорк направляє своїх людей уздовж гірського хребта до табору біля річки. Під час зустрічі з офіцерами-механами та галактичним агентом Йорк, два його старші Майстри та Дік Міллз спалені вогнеметом. Міллс виживає з опіками достатньо довго, щоб викликати Кану і розповісти йому, що сталося. Дізнавшись про зраду, Гансу бере командування над Ордою і веде її, полегшену до найнеобхіднішого, в гори.
У горах Орда зустрічає Кос, народ, схожий на Ллор, але нижчого росту. Спочатку Орда уникає різних пасток, а потім атакує Кос та завойовує їх фортецю. Орда більше не зустрічає опору, проходячи через гори, широку долину та низку прибережних гір.
Коли террани перетинають долину, то дізнаються, що Ллор оголосив війну народу амфібій Вентурі. Оскільки Орда врятувала кількох Вентурі від викрадачів Ллора, террани домовились, що Вентурі готові надати їм певну допомогу. При погромах, Вентурі залишають континенти та відступають на свої острови, де Ллор не може їх переслідувати, тому вони запрошують Орду зайняти маленький порт, який вони щойно покинули. Орда переїжджає у нове місце саме тоді, коли Фронн вступає в сезон майже постійних ураганних вітрів.
Під час затишшя Арки знаходять уламки транспортного засобу, схожого на танк, який перевозив зброю Мехів до невідомого адресата. Це передбачає наявність корабля неподалік, і Вентурі вказує Гансу, де його знайти. Відправивши решту Орди залишитися з Вентурі на одному з їхніх островів, Гансу бере Кану та кількох інших людей, щоб знайти корабель. Після кількох днів верхової їзди на фронському еквіваленті верблюдів, мечники прибувають до корабля Космічного Патруля саме вчасно, щоб побачити, як загін Мехів та їхніх помічників Ллор фабрикують докази нападу на Патруль Арками.
Інопланетянин Мех фотографує, очевидно маючи намір звинуватити Орду Йорка в звірстві проти найшановнішої установи в Галактиці. Коли Мехи та їхні помічники Ллор йдуть, Гансу і його люди належним чином ховають патрульних. Вони виявляють, що пограбований корабель все ще придатний для польоту, тому прив'язуються себе до сидінь прискорення, а інженер Орди піднімає корабель, встановлюючи курс на Терру. Їм потрібно передати повідомлення про зраду заступнику командира Матіасу.
Коли вони наближаються до Терри, то повинні вдатися до використання рятувальних шлюпок корабля, Гансу та Кана беруть одну, а двоє інших — другу. Гансу та Кана приземляються досить близько до Прайма, щоб дістатися туди вони викрадають авто з автоматизованого сільськогосподарського складу. Вони припускають що за ними полює поліція Контролю і залишають авто, намагаючись потрапляючи в Прайм через один із старих тунелів метро. Незважаючи на їхню обережність, їх схоплюють.
Під час допиту Кана розповідає своїм слідчим, що сталося на Фронні. Тим не менш, він визнаний винним у кількох звинуваченнях і засуджений до довічного ув'язнення у трудовому таборі. Пізніше, скориставшись нагодою, він тікає, але незабаром його знову схоплюють. Однак цього разу його доставляють у підземну кімнату на околиці Прайма, де він бачить Гансу та Матіаса, які чекають на нього. Вирок був прикриттям, яке відволік увагу Галактичного Агента, який був присутній. Тепер Кана може відправитися до зірок як вільна людина, щоб оселитися в одному зі світів, які террани таємно колонізували протягом десяти поколінь.

## Рецензії
У випуску Kirkus Reviews від 1 серпня 1955 року рецензент писали:
Світи і недоліки» — це пригоди Кана Карра, мечника третього класу, який вирушає на планету Фронн з Ордою Йорків у 5-му тисячолітті нашої ери — на Терру, що нагадує Землю. Земля, або Терра, під деспотичним і всемогутнім центральним управлінням розробила систему професійних бійців, яких вона відправляє на патрулювання в інші сонячні системи. Кана, одного з таких солдатів, відправляють у складі патруля придушити повстання між двома гуманоїдними угрупованнями на забороненому Фронні, і він виконує своє перше завдання. Подальші пригоди є затяжними і типовими для добре розроблених Андре Нортоном наборів фантастичних обставин, і вони призводять до посвячення Кана в гурт землян, які відриваються від Центрального Контролю і шукають свободи, щоб самостійно освоювати інші планети.— 